# Michio Morishima
Michio Morishima (Osaka, 18 luglio 1923 – Brentwood, 13 luglio 2004) è stato un economista e matematico giapponese, professore alla London School of Economics (LSE) e all'Università di Osaka, membro della British Academy.

## Biografia
Studiò economia e sociologia sotto Yasuma Takada. Nel 1946 si laureò all'Università di Kyoto, insegnò nell'Università di Kyoto e in quella di Osaka. Fondò lo Institute of Social and Economic Research (ISER) dell'Università di Osaka con Yasuma Takada. Nel 1968 si recò in Inghilterra per insegnare all'Università dell'Essex.
Nel 1965 divenne il primo giapponese presidente dell'Econometric Society. Fu detto che il suo più accanito sostenitore fosse John Hicks.
In collaborazione con Suntory e Toyota, fondò due importanti centri di ricerca economica alla London School of Economics: la "Suntory-Toyota Foundation" e lo "Suntory and Toyota International Centres for Economic and Related Disciplines" (STICERD). Nel 1991 divenne "honorary fellow" della LSE.

## Opere
- Equilibrium, Stability and Growth, 1964
- Theory of Economic Growth, 1969
- Marx's Economics: A dual theory of value and growth, 1973
- The Economic Theory of Modern Society, 1976
- Why has Japan 'succeeded'?, 1982
- The Economics of Industrial Society, 1984